# Lac Tooma
Le lac Tooma (en estonien : Tooma järv) est un lac situé dans le quartier Väo de l'arrondissement de Lasnamäe à Tallinn en Estonie,.

## Présentation
Situe en bordure de Peterburi tee, le lac artificiel a été créé en inondant une ancienne carrière.
Sa superficie est de 1,5 hectares, ses 2 îles occupent 0,02 hectares. La longueur de son rivage est de 624 mètres.
Le lac porte le nom de la ferme de Tooma.
Le lac n'est ni public ni accessible au public.